# Dioxyde d'osmium
Le dioxyde d'osmium est un composé chimique de formule OsO2. Il se présente comme un solide brun à noir peu soluble dans l'eau tandis que le composé fraîchement préparé est de couleur dorée sous forme polycristalline et monocristalline avec une conductivité électrique de type métallique. Exposé à l'air, il s'oxyde lentement en tétroxyde d'osmium OsO4 et peut réagir de manière pyrophorique avec l'oxygène atmosphérique. Il cristallise dans le système tétragonal selon le groupe d'espace P42/mnm (no 136, structure cristalline du rutile) avec pour paramètres a = 450,0 pm, c = 318,4 pm et Z = 2. Le dihydrate OsO2·2H2O est une poudre noire qui tend également à former du tétroxyde OsO4 dans l'air. Il est soluble dans l'acide chlorhydrique, HCl pour donner l'anion hexachloroosmiate OsCl6−. Contrairement au tétroxyde OsO4, le dioxyde d'osmium n'est pas toxique.
On peut obtenir le dioxyde d'osmium en réduisant le tétroxyde d'osmium OsO4 dans un flux d'hydrogène-azote gazeux ou en traitant de l'hexachloroosmiate de potassium K2OsCl6 avec du carbonate de sodium Na2CO3 à haute température.
Le dioxyde d'osmium monocristallin peut être obtenu par transport chimique (en) (CVT). À cette fin, l'osmium élémentaire est d'abord mis à réagir avec du chlorate de sodium NaClO3 dans une ampoule scellée sous vide dans une réaction en deux étapes à 300 °C puis 650 °C pour former l'oxyde polycristallin. L'ampoule avec l'oxyde est ensuite placée dans un four à deux zones : une moitié de l'ampoule est chauffée à 960 °C tandis que l'autre moitié est maintenue à 900 °C. Deux jours de chauffage sont nécessaires pour traiter 0,15 g d'osmium élémentaire. Une fois lentement revenue à température ambiante, l'ampoule contient des monocristaux dorés d'OsO2 de plusieurs millimètres de côté :
3 Os + 2 NaClO3 ⟶ 3 OsO2 + 2 NaCl ;
OsO2 + O2  {\displaystyle \rightleftharpoons }  OsO4 (g).
O2 est le transporteur typique de ces réactions.